# Sergio Tarquinio
Sergio Tarquinio (Cremona, 13 de octubre de 1925) es un historietista, dibujante, pintor y grabador italiano que figura entre los principales exponentes italianos de la historieta, en particular del Oeste, después de la Segunda Guerra Mundial.

## Biografía
Debutó como autor de cómics en 1946 dibujando para Editoriale Dea la serie del Oeste, escrita por Cesare Solini, Luna d'argento, publicada por el semanario La vispa Teresa; en 1948 colaboró con la editorial Mediolanum para la que, en el estudio de Rinaldo D'Ami, dibujó la serie Blek e Gionni. Ese mismo año se trasladó a Argentina, donde, hasta 1952, formó parte del grupo de autores que el editor César Civita había reunido para su editorial de historietas; aquí dibujó numerosas series de cómics publicados en la revista Misterix. En 1952 regresó a Italia, donde colaboró con editoriales extranjeras como Fleetway y Amalgamated Press, y también con editoriales italianas como Dardo, para la que realizó varias series, como Marussia, publicada en la revista Ardito (1952), Ray Fox (1954) y Condor Gek (1955), así como numerosas reducciones en cómic de clásicos de la literatura e historias sueltas en Il Vittorioso. A finales de los años cincuenta comenzó a colaborar con Edizioni Araldo (la actual Sergio Bonelli Editore), para la que dibujó numerosas series del Oeste sobre textos de Gian Luigi Bonelli y Guido Nolitta, como Giubba Rossa e Il Giudice Bean.
Tras una breve colaboración con Mondadori para la que dibujó algunas historias de Batman y Superman, y para el Corriere dei Piccoli, retomó su colaboración con Bonelli, convirtiéndose en uno de los principales ilustradores de la serie Historia del Oeste, escrita por Gino D'Antonio, así como de las series Il ribelle y Rick Master, todas ellas publicadas en la Collana Rodeo, y posteriormente, a partir de 1981, dibujó historias de la serie Ken Parker. En los años ochenta también colaboró con la publicación periódica Il Giornalino, siempre produciendo historias de cómic del Oeste escritas por Manlio Bonati, como Fra due bandiere (1985) y Nuove frontiere (1990). A continuación dejó de dibujar cómics para dedicarse a la pintura. En 2023 fue publicada una historia inédita  de Tex dibujada por Tarquinio y escrita por Gian Luigi Bonelli, guardada en los archivos de la editorial Bonelli durante décadas.

## Distinciones honoríficas
- Caballero de la Orden al Mérito de la República Italiana (2013)[5]